# Aeroportul Internațional Douala
Aeroportul Internațional Douala (IATA: DLA, ICAO: FKKD) este un aeroport din Provincia Litoral, Camerun ce deservește zona Douala. Aeroportul a fost tranzitat în 2018 de 1.062.570 de pasageri. A fost numit după zona deservită.
Situat la o altitudine de 7 m, aeroportul dispune de 1 pistă. Este operat de Aéroports du Cameroun⁠(d).

## Infrastructură

### Piste
Aeroportul dispune de o singură pistă. Pista are orientarea 12/30.